# کریستین آندرئونی
کریستین آندرئونی (انگلیسی: Cristian Andreoni؛ زادهٔ ۳۰ مهٔ ۱۹۹۲) بازیکن فوتبال است.
از باشگاه‌هایی که در آن بازی کرده‌است می‌توان به باشگاه فوتبال آسکولی اشاره کرد.